# Rhinebeck (New York)
Ne doit pas être confondu avec Rhinebeck (village, New York).
Rhinebeck est une ville (town) du comté de Dutchess dans l'État de New York aux États-Unis, elle comptait 7 762 habitants en 2000.
Rhinebeck est dans le nord-ouest du comté de Dutchess. Rhinebeck Village est le nom d'un village dans cette ville.

## Géographie
La limite ouest de la ville est le fleuve Hudson.

## Histoire
Rhinebeck (État de New York) est une très ancienne localité à l'échelle américaine. En 1686 des terres sont achetées aux autochtones afin d'y édifier une ville qui à l'origine se nomme Kipsbergen.
On rapporte l'arrivée des premiers habitants européens vers 1700, et La ville de Rhinebeck est officiellement créée en 1788.
En 1812, la ville cède une partie de son territoire pour former la nouvelle localité de Red Hook.
Nombre d'aristocrates de la vallée de l'Hudson avaient leur manoir dans la ville.

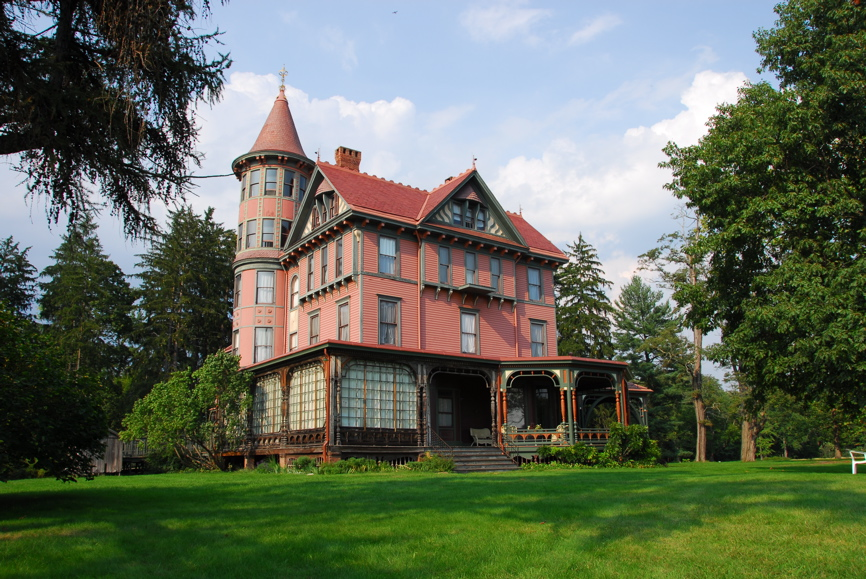
Wilderstein, Rhinebeck, New York, États-Unis

En 1900 sa population était de 3 472 habitants, 7 548 en 2010.
En 1982, Omega Institute ouvre son plus grand centre de séminaire à Rhinebeck, sur 101 hectares.
En 2009, le centre inaugure l'Omega Center for Sustainable Living, premier bâtiment à répondre à la certification Living Building (Construction Vivante) du Living Building Institute aux États-Unis et le deuxième au monde.

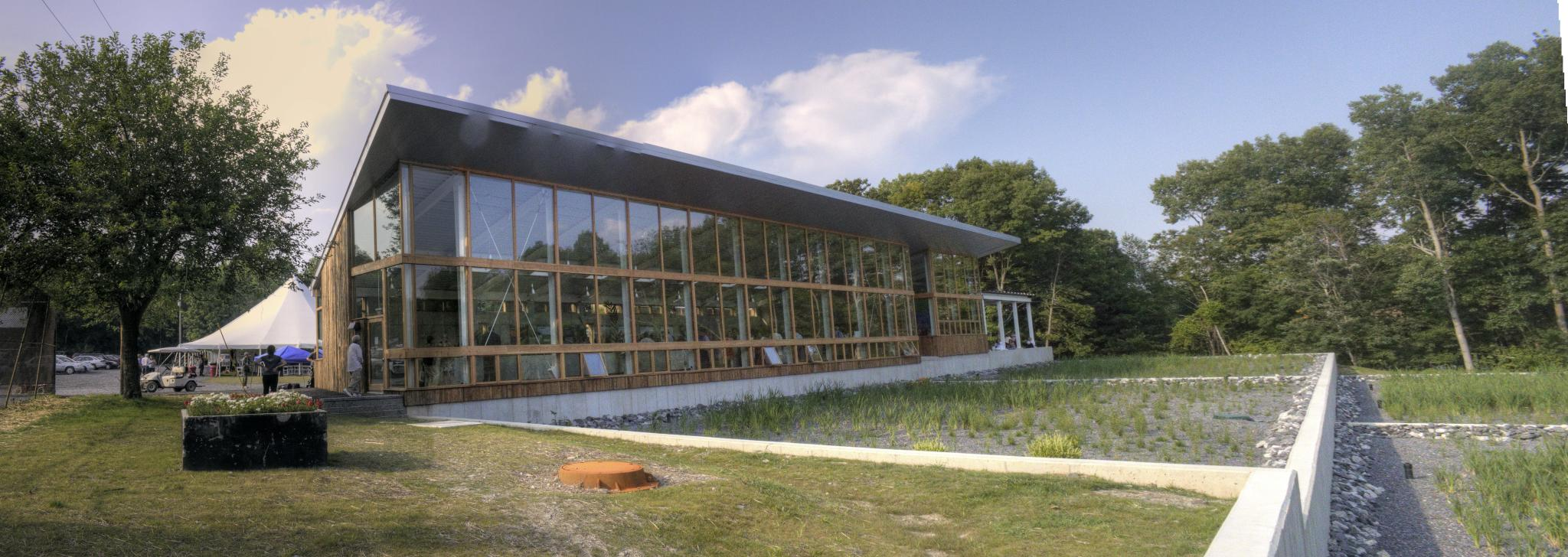
Omega Center for Sustainable Living (OCSL)

## Personnalités
- Le Général John A. Quitman qui se distingua lors de la guerre américano-mexicaine, est né à Rhinebeck le 1er septembre 1799.
- L'actrice et nièce de Julia Roberts, Emma Roberts, étoile montante d'Hollywood est née à Rhinebeck le 10 février 1991.
- L'actrice Hilarie Burton (Les Frères Scott) et les acteurs Jeffrey Dean Morgan et Paul Rudd sont propriétaires d'un magasin de bonbons installé à Rhinebeck. Le magasin se nomme Samuel's Sweet Shop.[réf. nécessaire]